# Nidingr
I Nidingr sono una band black metal norvegese di Borre. Inizialmente fondato come progetto solista del chitarrista Morten "Teloch" Iversen sotto il nome di Audr nel 1992, la band è nota "per il suo modo di scrivere canzoni efficientemente complesso, devastante, dissonante, con riff accattivanti e ritmi vertiginosi".

## Storia
Nel 1996, gli Audr cambiarono il nome in Nidingr e registrarono una demo dopo che Blargh si unì alla band. La band ha pubblicato una demo nel 1999 e il loro album di debutto, Sorrow Infinite and Darkness nel 2005. Il nastro delle prove del 1996 è stato incluso nella compilation del 2006, Sodomize the Priest. L'album successivo della band, Wolf-Father (2010), ha visto il contributo del batterista dei Mayhem e dei Dimmu Borgir Hellhammer. Nel 2012, la band ha firmato con l'etichetta discografica norvegese Indie Recordings, che ha pubblicato il loro album Greatest of Deceivers.
Il leader della band Teloch è attualmente il chitarrista dei Mayhem e la band dal vivo dei Myrkur. In precedenza era stato coinvolto in vari atti della prima scena black metal norvegese ed era un membro di band come 1349, God Seed, Gorgoroth, Orcustus e Ov Hell. La band comprendeva anche molti membri coinvolti in queste band, così come i Dødheimsgard. 

## Stile musicale
La band suona una variante complessa di black e death metal. L'album della band, Greatest of Deceivers, includeva brani blackened death metal e crust punk, oltre a brani che contengono "tracce complicate e tempi difficili che alludono al mathcore e al jazz". Miles Raymer di Pitchfork ha anche osservato che "in termini di ambizione compositiva le canzoni sono più vicine alle labirintiche band post-rock e post-hardcore della metà alla fine degli anni '90 che ai costumi del black metal selvaggiamente diretti che operavano nello stesso periodo".

## Formazione
Attuale
- Teloch - chitarra, basso (1992-oggi)
- Blargh - chitarra, basso (1996-oggi)
- Øyvind Myrvoll - batteria
- Cpt. Estrella Grasa - voce (2003-oggi)
- Sir - basso (2013-oggi)

Ex membri
- Per Ivar Ederklepp - batteria
- Tjalve
- Walter Moen - voce
- Seidemann - basso (2006-2007)
- Tony Laureano - batteria (2006-2007)
- Hellhammer - batteria

Turnisti
- Void - basso
- Sabizz - batteria (2013-oggi)

Ex turnisti
- Audun Wiborg - basso

## Discografia
Album in studio
- Sorrow Infinite and Darkness (2005)
- Wolf-Father (2010)
- Greatest of Deceivers (2012)
- The High Heat Licks Against Heaven (2017)

Demo
- Prove 1996 (1996)
- Demo '99 (1999)

Compilation
- Sodomize the Priest (2006)